# Lawrence Oates

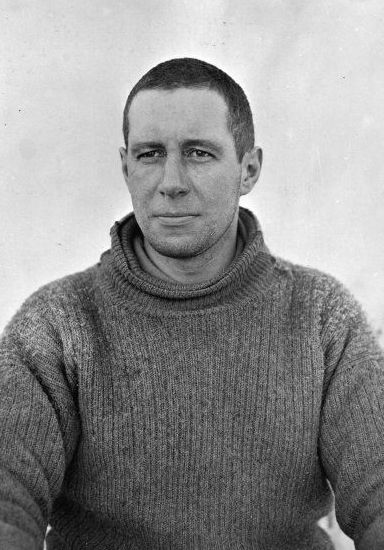
Lawrence Oates

Lawrence Oates, född 17 mars 1880 i Putney, död 17 mars 1912 var en brittisk Antarktis-upptäcktsresande som gick till historien för sina berömda sista ord Jag ska bara gå ut och det kan ta en stund (I am just going outside and may be some time). Han fick smeknamnet Titus efter Titus Oates, känd för den katolska komplotten mot Karl II av England
Lawrence Titus Oates hade studerat vid Eton College och varit med i Andra boerkriget. Hans farbror var afrikaupptäcktsresanden Frank Oates.

## Terra Nova-expeditionen
1910 ansökte han om att ansluta sig till Robert Falcon Scotts expedition till Sydpolen, och antogs eftersom han hade erfarenhet av hästar och kunde bidra till expeditionen finansiellt. Scott utsåg honom att vara en av de fem som skulle ta sig den sista sträckan till polen, men Oates själv hade ingen större längtan att nå polen, och led dessutom av en gammal krigsskada som förvärrades av skörbjugg. Han och Scott var ofta oense.
På väg tillbaka från polen i januari 1912 mötte gruppen omöjliga förhållanden, Efter förlusten av en man, Edgar Evans, blev Oates en börda för de andra genom hans vägran att acceptera att han var i en fysisk kondition som han inte kunde tillfriskna från, samtidigt som de tre återståendes ovilja att lämna kvar honom. Slutligen insåg Oates att han måste offra sig för att ge de andra en chans till att överleva och lämnade tältet, med orden "I am just going outside and may be some time" ("Jag ska bara gå ut ett slag, det dröjer nog") för att dö i en pågående snöstorm. Det var på hans trettioandra födelsedag. Gesten kom dock för sent, Scott och de återstående männen omkom bara några få miles från deras matförråd. Om Scott hade lyssnat på Oates råd angående matförrådens placering, hade han kanske kunnat överleva.  Oates lik återfanns aldrig.